# Persoonia leucopogon
Persoonia leucopogon är en tvåhjärtbladig växtart som beskrevs av Spencer Le Marchant Moore. Persoonia leucopogon ingår i släktet Persoonia och familjen Proteaceae. Inga underarter finns listade i Catalogue of Life.